# Paul Virilio
Paul Virilio (født 4. januar 1932 i Paris, død 10. september 2018) var en fransk filosof, kulturteoretiker og byplanlægger. Virilio studerede fænomenologi ved Sorbonne, og blev professor ved Ecole Speciale d' Architecture i 1968 efter at have beskæftiget sig med arkitektur siden 1963. Han stoppede med undervisning i 1998.
Virilio beskæftigede sig med krig, arkitektur og de moderne medier. Alle tre temaer ud fra en teoretisk historiefilosofisk ramme som han kalder dromologi. Det centrale for Paul Virilio var hastighed. Hans hovedtese var, at teknologiens fysiske hastighed kommer til at afgøre indretningen af selve samfundet. Dromologiens lov siger, at alting vil stige i hastighed, således at alt i sidste ende vil være allestedsnærværende og samlet i et punkt – da rummet bliver ophævet. Som eksempler på hvordan hastigheden indvirker på virkeligheden, nævnte han tekniske fremskridt inden for transportteknikker. Heste kræver stier, hestevogne kræver grusveje, og bilen kræver lige asfaltveje, for at udnytte sit potentiale. Hastigheden forandrer verden, og gør verden mindre.
Virilio mente, at synet er den eneste sans, der kan følge med udviklingen i hastigheden. Han så det blandt andet i pilotens funktion i flyveren, der begrænses til at være en fastlåst krop, hvor kun øjnenes funktion kan bruges. Kontorarbejde kunne være et andet eksempel.

### Udgivelser på dansk
- Krigen, byen og det politiske (red. Niels Brügger og Henrik Nørgaard Petersen), Forlaget Politisk Revy, 1994, ISBN 87-7378-133-9

### Udgivelser af Virilio på fransk
- Bunker Archéologie. étude sur l'espace militaire européen de la Seconde Guerre mondiale, éd. CCI, 1975. Rééd. Galilée, 2008.
- L'Insécurité du territoire : essai sur la géopolitique contemporaine, éd. Stock, 1976, réédité en 1993 aux éditions Galilée
- Vitesse et Politique : essai de dromologie, éd. Galilée, 1977.
- Défense populaire et luttes écologiques, éd. Galilée, 1978.
- Esthétique de la disparition : essai sur le cinématisme, éd. Balland, 1980.
- « Logistique de la perception », Cahiers du Cinéma, éd. de l'Etoile, 1984.
- L'espace critique : essai sur l'urbanisme et les nouvelles technologies, éd. Christian Bourgois, 1984.
- L'Horizon négatif : essai de dromoscopie, éd. Galilée, 1985.
- La Machine de vision : essai sur les nouvelles techniques de représentation, éd. Galilée, 1988.
- L'Inertie polaire : essai sur le contrôle d'environnement, éd. Christian Bourgois, 1990.
- L'Écran du désert : chronique de guerre, éd. Galilée, 1991.
- L'Art du moteur, éd. Galilée, 1993.
- L'insécurité du territoire, éd. Galilée, deuxième édition, 1993.
- La vitesse de libération, éd Galilée, 1995.
- La Bombe informatique : essai sur les conséquences du développement de l'informatique, éd. Galilée, 1998.
- "Stratégie de la déception" : à partir du conflit au Kosovo, réflexion sur la stratégie militaire du contrôle et de désinformation tous azymuths, ed Galilée (1999).
- Discours sur l’horreur de l’art, entretiens avec Enrico Baj, Atelier de création libertaire, 2003[2].
- Ville panique: Ailleurs commence ici, éd. Galilée, 2003, (ISBN 2-7186-0591-X)
- L'Art à perte de vue, éd. Galilée, 2005.
- L'Université du Désastre, éd. Galilée, 2007.
- Le Futurisme de l’instant, éd. Galilée, 2009.
- « Accident de tempo » in Regards sur la crise. Réflexions pour comprendre la crise… et en sortir, ouvrage collectif dirigé par Antoine Mercier avec Alain Badiou, Miguel Benasayag, Rémi Brague, Dany-Robert Dufour, Alain Finkielkraut, Élisabeth de Fontenay…, Paris, Éditions Hermann, 2010.
- Le Grand Accélérateur, éd. Galilée, 2010.
- L'administration de la peur, entretien avec Bertrand Richard, éd. Textuel, 2010.
- Regards sur le sport, collectif, dirigé par Benjamin Pichery et François L'Yvonnet, Le Pommier/INSEP 2010, 256 p. (ISBN 978-2-7465-0484-4)